# Waidhofener Straße
Die Waidhofener Straße (B 5) ist eine 42 km lange Landesstraße in Niederösterreich. Sie führt von Allwangspitz über Waidhofen an der Thaya und Heidenreichstein zur Staatsgrenze bei Grametten.

## Geschichte

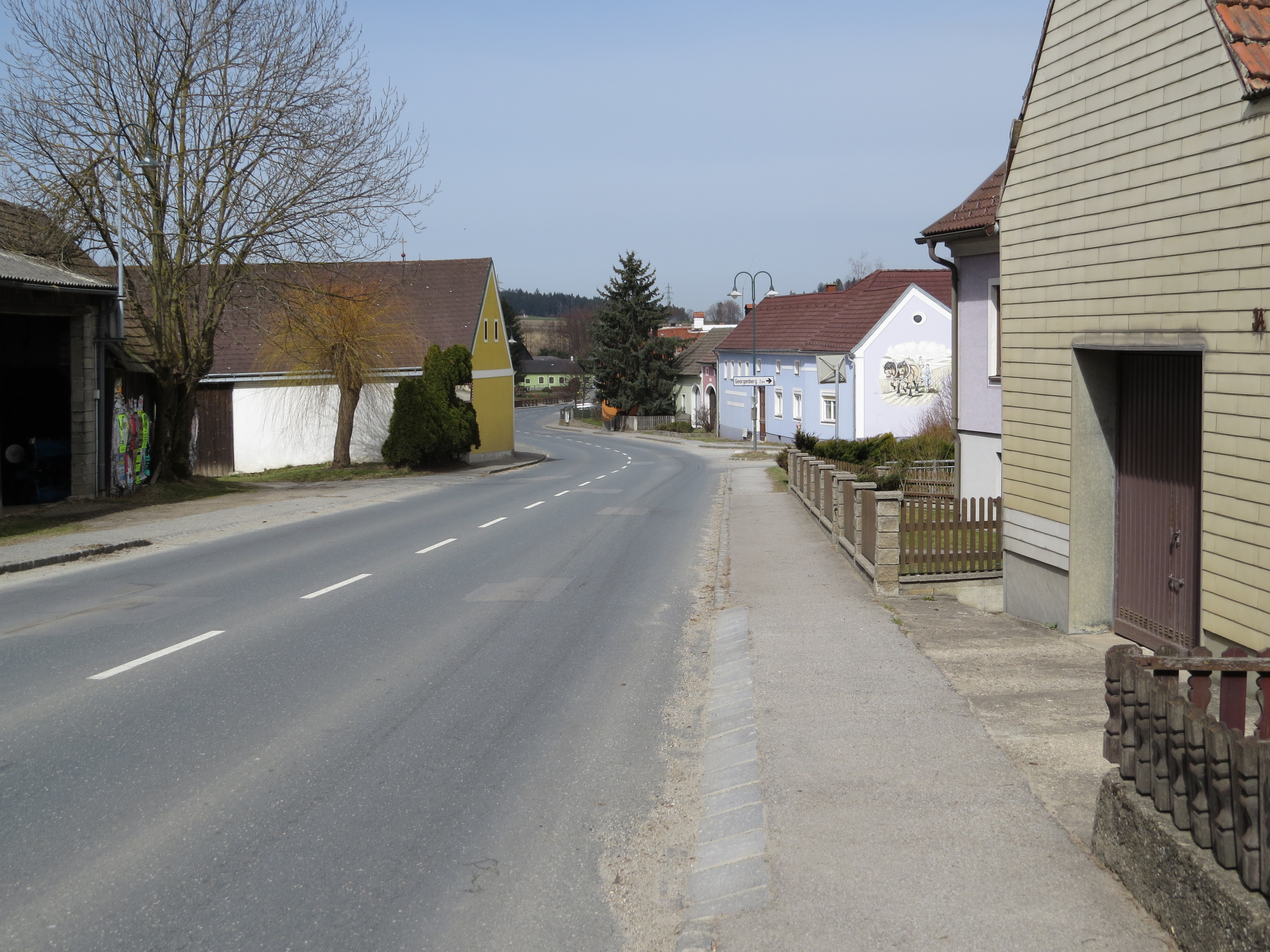
Waidhofener Straße in Weinpolz, Marktgemeinde Göpfritz an der Wild (2018)

Die Waidhofener Straße wurde 1834 fertiggestellt und besaß fünf Mautstationen in Waidhofen (an den beiden Stadttoren), in Heidenreichstein (am Markt und beim Schloss) und in Illmanns, die der Staatskasse rund 2.200 Gulden einbringen sollten. 1856 erbrachte die Waidhofener Straße der Staatskasse sogar jährliche Einnahmen von rund 3.000 Gulden.
Die Waidhofener Straße gehört zu den ehemaligen Reichsstraßen, die 1921 als Bundesstraßen übernommen wurden. Bis 1938 wurde die Waidhofener Straße als B 4 bezeichnet, nach dem Anschluss Österreichs wurde die Waidhofener Straße bis 1945 als Teil der Reichsstraße 342 geführt. 